# طريقة بولتزمان للشبكات

تعتبر طريقة بولتزمان     للشبكات من الطرق الرياضية الإحصائية دارجة الاستخدام حالياً في حسابات الجريان    بشكل عام.
يتم عبر هذه الطريقة الاستعاضة عن حل معادلات نافير-ستوكس للجريان بتجزئة معادلة بولتزمان الرياضية لحل الجريان النيوتوني عبر نموذج تصادمي كذلك المبسط الذي استنتجه العلماء باتناغر-غروس-كروك . لمحاكاة التفاعلات لعدد محدد من الجزيئات فإن السلوك اللزج للجريان ينبثق بشكل آلي من عملية التقدم والتصادم اللحظي للجزيئات.

## مقدمة تاريخية
يرجع تطور هذه الطريقة إلى أختها المنطقية طريقة الغاز للشبكات. إلا أنها أيضاً تعتمد على معادلة بولتزمان المجزأة حيث يتم تجزئة الانتقال والزمن والسرعة أيضاً. ترتبط كل عقدة حل في الشبكة بجيرانها عبر عدد من السرعات الشبكية يتم تحديدها عبر النموذج المختار.
بعض الباحثين يتعبرونها أيضاً الحل المبسط لطريقة الفروق المحددة .

## الخوارزمية العامة للحل
إن أهم تطبيق لهذه الطريقة هي معالجة أنظمة الجريان المعقدة، وعلى العكس من طرق حسابات الجريان التقليدية التي تقوم بحل معادلات المصونية للخواص الماكروية (كالكتلة وكمية الحركة والطاقة...إلخ) عددياً فإن هذه الطريقة تقوم بنمذجة جزيئات تخيلية تقون بإنجاز عملية التقدم والتصادم ضمن شبكة حل معينة.

## تصنيف النماذج العام
يمكن للنماذج المتوفرة حالياً أن يتم تطبيقها على شبكات حل مختلفة أحادية أو ثنائية أو ثلاثية الأبعاد، متوزعة ضمن مثلث (هرم) أو مربع (مكعب). الشكل العام للتصنيف هو DnQm حيث D ترمز للبعد الفراغي، Q عدد الارتباطات لكل عقدة حل.

## التطبيقات
يمكن تطبيق هذه الطريقة في المجالات التي تتعلق بالجريان ونذكر منها:
- محاكاة الجريان في أنبوب: وهي أبسط المسائل التي تعطي الحل المثالي.
- محاكاة الجريان في البنى المسامية
- محاكاة التبادل الحراري في بعض التطبيقات
- دراسةنفاذية التربة
- تستعمل في مجال الصناعة النفطية
- بدأ الباحثون بتطبيقها على محاكاة سلوك الدم في الأوعية والشرايين والأوردة الدموية

وغيرها من المجالات

## محدودية الطريقة
على الرغم من الشعبية المتزايدة لهذه الطريقة فإن لها محدودية في التطبيق، مثال ذلك في مجال الإيروديناميك عدم إمكانية محاكاة الجريان ذي الرقم اللابعدي ماخ المرتفع، وغياب مخطط حل مستقر لمسائل الترموديناميك.

## الشرح الرياضي
تعبّر معادلة بولتزمان عم معادلة التطور لتابع التوزيع الاحتمالي لجزيئة مفردة {\displaystyle f(x,v,t)} :
{\displaystyle \partial _{t}f+v\partial _{x}f+F\partial _{v}f=\Omega }
{\displaystyle f_{i}(x+v_{i},t+1)-f(x,t)+F_{i}=\Omega }
{\displaystyle \Omega ={\frac {1}{\tau }}(f_{i}^{0}-f_{i})}
{\displaystyle \rho =\sum _{i}f_{i}}
كما تعطى كمية الحركة الموضعية:
{\displaystyle \rho u=\sum _{i}f_{i}v_{i}.}
{\displaystyle \rho \theta +\rho uu=\sum _{i}f_{i}v_{i}v_{i}.}

## بحوث متقدمة
- السلوك الحراري للمواد
- إنشاء شبكات تمتلك دقة موضعية ملائمة
- تطوير بعض الشروط الحدية الملائمة لهندسة شكل معقدة

## وصلات خارجية
- XFlow: معلومات حول الجيل الجديد من برمجيات ديناميكا الموائع الحسابية.
- الموقع الرسمي للمؤتمر السنوي لباحثي هذه الطريقة